# Android FroYo
Pour les articles homonymes, voir Android.
Android FroYo (pour « Frozen Yogurt » ou  « yaourt glacé »), est un système d'exploitation mobile sorti fin mai 2010 et développé par Google. Il possède aussi le nom de Android 2.2.

## Histoire d'Android 2.2 (FroYo)
Le Samsung Galaxy Y est sorti en 2009 avec Éclair 2.1.
Son successeur le Galaxy Ace est avec Android 2.2.1. Également, le Nexus One de Google et HTC est sorti en 2009 avec 2.1 Éclair, étant de Google le nexus one a reçu 2.2 en premier, le Galaxy S sorti avec 2.1 Éclair, mais en 2011 recevant sa mise à jour Over the Air(OTA) fin 2011, le Galaxy Y conformément à son constructeur Samsung, il est un Android Stock d'origine.

## Présentation
Il est dans la droite lignée des précédentes versions d'Android.
Il a été dévoilé le 21 mai 2010.

## Améliorations
Bien que l’on ait droit à quelques nouvelles fonctionnalités, Google n’a pas proposé une réelle évolution de son système d’exploitation. Android 2.2 Froyo va plutôt compléter les outils existants :
- Bureau
- Les paramètres système
- Lecture des emails
- Options des emails
- Barre de recherche Google
- Calendrier
- Mode navigation
- Option Appareil Photo
- Vidéo YouTube
- Option de localisation et Sécurité
- Manager des applications
- Option du filtre recherche
- Performance, rapidité

## Adoption
Au départ, ce sont les smartphones puissants qui sortent au cours de l'année 2010 qui supportent cet OS comme les Nexus One et Motorola droid 2.
En 2010, Samsung déploie progressivement la mise à jour grâce à son logiciel Samsung Kies et ce, sur plusieurs smartphones de la gamme Galaxy.